# 荒川祐二のトラブルバスターズ
『荒川祐二のトラブルバスターズ』（あらかわゆうじのとらぶるばすたーず）は、MBSラジオで2014年1月7日から3月25日まで放送されたラジオ番組。

## 概要
リスナーから寄せられた、「日常のちょっとした悩み(トラブル)」を紹介して、ほかのリスナーと共に“シェア”する、いわゆる“相談共感バラエティ”番組である。

## 放送時間
- 毎週水曜 2:00-2:30

## 出演者
- パーソナリティ：荒川祐二[1]
- アシスタント：一鷹杏奈[2]